# Reve (eiland)
Reve is een onbewoond eiland in het Drontermeer, nabij de monding van het Reevediep. Ten noorden van het eiland ligt de vaargeul van het Reevediep en ten zuiden er van de Reevesluis.
De geul tussen het eiland en de oever aan Overijsselse kant werd in 2017 uitgediept. De omgeving van het eiland was gedurende de voorgaande decennia sterk verland. In het gebied komen bijzondere vogelsoorten, zoals de roerdomp en de grote karekiet, voor. Reve ligt in een Natura2000 gebied. Het natuurgebied wordt beheerd door Staatsbosbeheer.

## Afbeeldingen

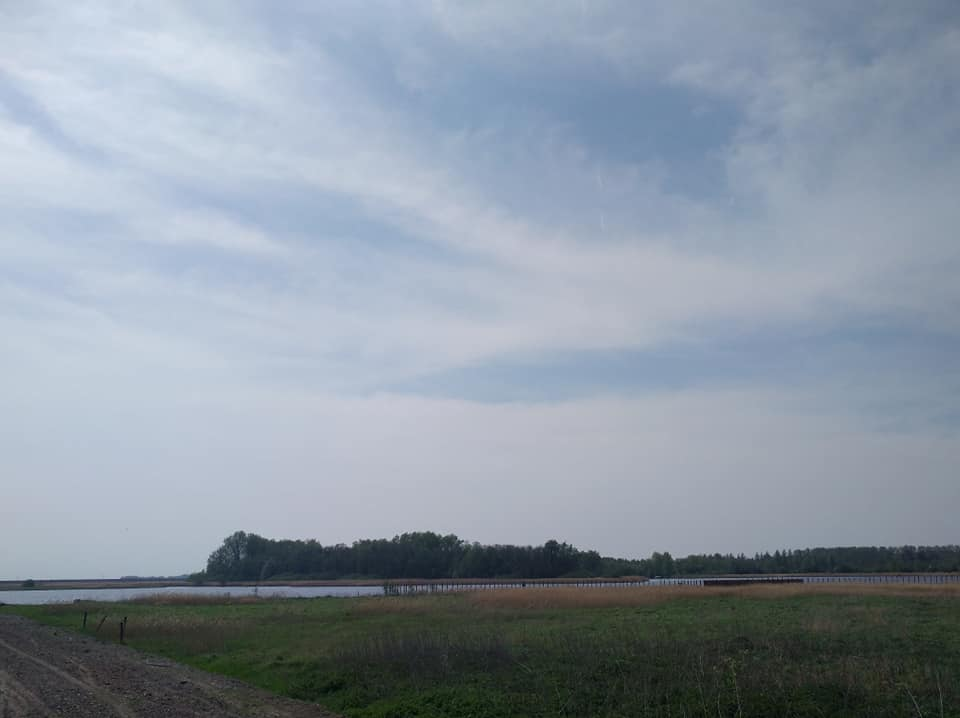
Het eiland Reve gezien vanaf de Polder van Dronthen bij Kampen